# Es crema París?
Es crema París? (títol original en francès: Paris brûle-t-il ?) és una pel·lícula franco-estatunidenca de 1966, dirigida per René Clément per petició del productor Paul Graetz i adaptat del best-seller homònim de Larry Collins i Dominique Lapierre. Ha estat doblada al català.

## Argument
Es crema París? és un fresc històric que mostra els fets de Resistència i les accions militars que, l'agost de 1944, condueixen a l'Alliberament de París i a la rendició del general von Choltitz, comandant en cap de la Wehrmacht a París.
La pel·lícula posa en escena els principals personatges històrics d'aquest període: a més de von Choltitz, el general americà Patton, Jacques Chaban-Delmas, llavors un dels caps de la resistència, el general Philippe d'Hauteclocque Leclerc, etc. El final de la pel·lícula insisteix en l'ordre donada per Adolf Hitler a l'exèrcit d'ocupació d'arrasar París abans de capitular, fent saltar els ponts i els monuments. Von Choltitz, per càlcul, desobeeix finalment a aquesta ordre i es rendeix sense condicions als Aliats.

## Repartiment

### Actors que surten als crèdits
- Jean-Paul Belmondo: Yvon Morandat, anomenat « Pierrelot »
- Charles Boyer: Doctor Robert Monod, director dels serveis sanitaris FFI a Seine-et-Oise.
- Leslie Caron: Françoise Labé
- Jean-Pierre Cassel: Tinent Henri Karcher
- George Chakiris: el GI davant Notre-Dame de París
- Bruno Cremer: Coronel Rol-Tanguy
- Claude Dauphin: Coronel Lebel
- Alain Delon: Jacques Chaban-Delmas
- Kirk Douglas: General George S. Patton
- Pierre Dux: Alexandre Parodi, anomenat « Cerat »
- Glenn Ford: Tinent General Omar N. Bradley
- Gert Fröbe: General Dietrich von Choltitz
- Daniel Gélin: Yves Bayet
- Georges Géret: el forner
- Hannes Messemer: General Alfred Jodl
- Harry Meyen: Tinent von Arnim
- Yves Montand: el sergent tanquista Marcel Bizien
- Anthony Perkins: el sergent americà Warren
- Michel Piccoli: Edgard Pisani
- Wolfgang Preiss: Capità Ebernach
- Claude Rich: General Leclerc
- Claude Rich: Tinent Pierre de La Fouchardière[3]
- Simone Signoret: la mestressa del bistrot
- Robert Stack: General Edwin Sibert
- Jean-Louis Trintignant: Capità Serge
- Pierre Vaneck: Capità de reserva Roger Cocteau, àlias « Comandant Gallois »
- Marie Versini: Claire Morandat
- Skip Ward: Charlie, un soldat americà
- Orson Welles: Raoul Nordling, consul de Suècia
- Michel Etcheverry: el prefecte Luizet
- Billy Frick: Adolf Hitler
- Ernst Fritz Fürbringer: General von Boinebourg
- Konrad Georg: Feldmarschall Model
- Joachim Hansen: el comandant de la presó de Fresnes
- Félix Marten: Georges Landrieu
- Paloma Matta: Liliane Charvet, la jove casada
- Günter Meisner: el comandant SS a Pantin
- Sacha Pitoëff: Joliot-Curie
- Albert Rémy: el gendarme francès
- Christian Rode: el soldat alemany cremat
- Helmuth Schneider: l'adjudant alemany al metro
- Otto Stern: el soldat alemany al metro
- Tony Taffin: Bernard Labé
- Jean Valmont: el FFI amb bazooka
- Karl-Otto Alberty i Peter Neusser: els SS que volent prendre la tapisseria de Bayeux al museu del Louvre per oferir-li a Hitler
- Pierre Collet: un policia resistent
- Paul Crauchet: el capellà
- Germaine de França: la vella
- Bernard Fresson: un agent d'enllaç de les FFI
- Michel Gonzalès: Georges Laurier, un estudiant resistent
- Francis Nani i Sébastien Poitrenaud: estudiants resistents
- Peter Jacob: General Burgdorf
- Hubert de Lapparent: l'uixier de l'hotel Matignon
- Roger Lumont: Jade-Amicol
- Pierre Mirat: l'amo del bistro « Médicis »
- Jean-Michel Rouzière: l'home amb un gos petit
- Georges Staquet: Capità Dronne
- Claude Vernier: un presoner alemany

### Actors que no surten als crèdits
- Roland Armontel: un passant
- Georges Ass i Adrien Cayla-Legrand: presoners a Pantin
- Philippe Baronnet: un resistent
- Michel Berger: el cap dels explosius
- Paul Bisciglia: un home en un carro
- Paul Bonifas: l'alcalde
- Gehrard Bormann
- Colette Brosset: Sra. Beuvrat
- Georges Béreux
- Georges Carnazzo
- Georges Claisse: l'intern que acompanya Monod
- Louis Daquin
- Suzy Delair: una parisenca
- Patrick Dewaere: un jove resistent afusellat
- Guy Di Rigo, Roland Fleury i Roger Pera: A.G.I.
- C.O. Erickson
- Pierre Fabrice
- André Falcon: un membre del consell de la Resistència
- Pascal Fardoulis: Gilet
- Michel Fugain: un jove resistent
- Monique Fusier
- Lutz Gabor: un oficial alemany
- Clara Gansard: la dona del coronel Tanguy
- Marcel Gassouk: un presoner alemany
- Rol Gauffin
- Jeanne Herviale: un petit paper
- Claus Holm: Hume
- Jean-Pierre Honoré: Alain Perpezat
- Nicole Jonesco: Colette
- Catherine Kamenka: Diane
- Billy Kearns: Kernz, l'ajudant del general Patton
- Jacques Lalande: un policia
- Viviane Landford
- Joëlle LaTour: la dona amb Warren
- Rudy Lenoir: un oficial alemany
- Jacques Léonard: un soldat estatunidenc
- Michael Lonsdale: Debu-Bridel
- Rico López: l'amic de Colette
- Maria Machado: Stella
- Philippe March: Roland Pré
- E.G. Marshall: Powell, l'oficial d'informació
- Mike Marshall: FFI
- Yves-Marie Maurin: el jove resistent afusellat que crida: « Vive la France ! »
- Raymond Meunier: un policía en uniforme
- Jean Michaud: el comandant a l'hotel Matignon
- Harold Momm: Coronel Jay
- Georges Montant: un metge
- Russ Moro
- Del Negro: un oficial amb Chaban-Delmas
- Jean Négroni: Villon
- Raymond Pierson
- Marcel Policard: l'amo del cafè amb Simone Signoret
- Alain Pommier: Franjoux
- Georges Poujouly: Landrieux
- Jacques Pradel: un jove oficial
- Michel Puterflam: Laffont
- Serge Rousseau: Coronel Fabien
- André Rouyer
- Tony Rödel: un oficial alemany convidat de von Choltitz
- Dominique Zardi
- Jean-Pierre Zola: Caporal Mayer
- Romy Schneider: (escena tallada al muntatge)[3]

## Al voltant de la pel·lícula
- Claude Rich interpreta dos papers en aquesta pel·lícula: el general Leclerc (amb bigoti) i el tinent Pierre de La Fouchardière (sense bigoti); als crèdits finals només li és atribuït el paper del general Leclerc. El fet que encarni el jove tinent no és un atzar. En efecte, durant l'alliberament de París, Claude Rich, jove adolescent, va sòcorrer a un dels homes de l'oficial que havia estat ferit durant els combats.[4] Clement l'havia contractat per a aquest paper, quan es va adonar durant les proves de maquillatge que faria un "general Leclerc" convincent.[5]
- Kirk Douglas no va acceptar el paper fins a saber que Jean-Paul Belmondo formaria igualment part del casting. No van tenir tanmateix cap escena junts.[6]
- Jean-Paul Belmondo havia d'interpretar el paper del coronel Rol-Tanguy. Però aquest, conseller tècnic de la pel·lícula, s'hi va oposar per raons no elucidades. René Clement va pensar llavors en Bruno Cremer la semblança del qual amb l'antic cap FFI és colpidora. El cineasta va convidar Henri Rol-Tanguy i la seva esposa a visionar la pel·lícula La 317a secció de Pierre Schoendoerffer que acabava de sortir, i en la qual Bruno Cremer té un dels papers principals. Després de la projecció, l'ancià FFI va donar el seu acord perquè el seu personatge fos interpretat per Bruno Cremer.
- El tema musical compost per Maurice Jarre va transformar-se en una cançó d'èxit i emblemàtica de París, « Paris en colère », gràcies a la lletra de Maurice Vidalin i a la interpretació de Mireille Mathieu.
- La pel·lícula va ser rodada en blanc i negre, ja que les autoritats van refusar que verdaderes banderes nazis onegessin sobre els edificis oficials de París. Van acceptar només banderes blanques i negres, amb la creu gammada.

### Rodatge
Darryl F. Zanuck productor de la 20th Century Fox va voler fer primer una pel·lícula sobre l'assumpte, per renovar l'èxit del Dia el més llarg utilitzant les memòries del general von Choltitz. Però el rodatge no es va poder desenvolupar en el temps marcat, i va ser Paul Graetz de la Paramount qui el va portar, volent produir un equivalent europeu del Dia més llarg
És aquest productor, que morirà poc abans de l'estrena de la pel·lícula, que proposa a René Clement l'adaptació del llibre de Lapierre i Collins. René Clement amb qui Graetz havia treballat per a Monsieur Ripois va ser escollit pel productor per realitzar la pel·lícula; per a Clement, era l'ara o mai, els treballs d'urbanització del centre de ciutat de París canviarien la decoració dels fets passats.

Rodada en el segon mandat de Charles de Gaulle en la presidència de la República francesa, la pel·lícula requeria nombroses autoritzacions, tant de part dels protagonistes encara vius i representats a la pantalla, com de part de les autoritats oficials (prefectura de Policia i ministeris de l'Interior i de la Cultura) com pels llocs de rodatge. El PCF, delegant Henri Rol-Tanguy com a conseller històric de la pel·lícula, es distingia igualment per la seva voluntat de vigilar el contingut de la pel·lícula. El projecte rival de Zanuck havia fracassat d'altra banda davant l'oposició de la Federació nacional dels sindicats de l'espectacle de l'audiovisual i de l'acció cultural de la CGT, de la CGT: aquesta havia fet publicar un comunicat en el qual s'oposava a 
| « | una falsificació històrica que consistiria, per a un productor americà, a rodar una història de la resistència francesa, segons el llibre escrit per un general alemany | » |

. Aquest doble control difícilment era sentit per Gore Vidal, que no podia utilitzar tots els elements del llibre, sense arriscar ofendre o a de Gaulle o als comunistes.
Les personalitats presents a la pel·lícula i encara actives en la vida política de 1966 són privilegiades: Jacques Chaban-Delmas és interpretat per Alain Delon, i els guionistes subratllen la seva influència sobre els esdeveniments; Edgard Pisani, ministre d'Agricultura del govern Georges Pompidou, i l'acció del qual va ser més modesta durant la batalla, és posat en escena. A alguns mesos de les legislatives de 1967, certs diaris d'oposició van veure a la pel·lícula un trampolí electoral per certes personalitats gaullistes; igualment, altres personalitats més polèmiques desapareixien de la intriga (sobretot Georges Bidault). Aquesta ocultació de Bidault és de fet una constant de la història oficial dels anys 1958-69.
Cent vuitanta llocs de rodatge han estat necessaris, principalment els carrers de París (exceptuat les batalles en el carrer de Rivoli rodades als estudis) durant l'estiu de 1965, entre les 5 i les 7 del matí per no molestar la circulació, els carrers maquillats. L'escena de la sortida del tren de deportats a Pantin (Sena-Saint-Denis) el dimarts 15 agost de 1944 ha estat rodada sobre els mateixos, en l'indet ferroviari anomenat "Quai aux Bestiaux".
Un únic anacronisme reconegut: Yves Montand va portar una gorra militar en lloc d'una boina negra, cosa que li va suposar nombroses crítiques d'antics Boines Negres de l'Exèrcit francès. Es veu també córrer davant els alliberadors elegantes parisenques de 1960. D'altra banda, els jeeps són M.201 Hotchkiss de 1960, reconeixibles per a la xapa de protecció dels neteja parabrises, fixada a dalt del parabrisa. Durant una escena que té lloc a la Prefectura de Policia, Belmondo i Delon (que Clement ha dirigit diverses vegades), ben ajudats per Gélin i Piccoli, fan enfadar Clement. Aquest no es va poder venjar sobre Belmondo, el rodatge és acabat per a l'actor, i sobre Delon cau la fúria del realitzador en una escena a continuació.
Un reportatge de François Reichenbach sobre el rodatge de la pel·lícula va ser utilitzat per l'ORTF per promocionar la pel·lícula i difós el 18 d'octubre de 1966. Aquest document ha estat trobat recentment, és un dels primers making-of. L'"estrena" el 24 va ser l'ocasió d'una quasicerimònia oficial, els invitats són acollits per la guarda republicana, i una reconstrucció de l'arribada de la columna Leclerc a París va ser posada en escena, mentre els monuments principals de París van ser il·luminats. Un foc d'artifici, previst al final de la projecció, va ser anul·lat per la violenta tempesta que es va abatre aquell vespre sobre Paris.

## Premis i nominacions

### Nominacions
- 1967: Oscar a la millor fotografia
- 1967: Oscar a la millor direcció artística
- 1967: Globus d'Or a la millor banda sonora[15]